# Lepthyphantes palaeformis
Lepthyphantes palaeformis là một loài nhện trong họ Linyphiidae.
Loài này thuộc chi Lepthyphantes. Lepthyphantes palaeformis được Andrei V. Tanasevitch miêu tả năm 1989.